# Bossiaea walkeri
Bossiaea walkeri, còn được gọi là Cactus Bossiaea hoặc Cactus Pea, là một loài thực vật có hoa thuộc họ Fabaceae. Loài này xuất hiện chủ yếu tại các vùng Tây Úc, Nam Úc, Victoria và New South Wales.